# Марсельский метрополитен
Марсельский метрополитен — система линий метрополитена в Марселе, Франция. Открыт 22 ноября 1977 года, состоит из 2 линий, на которых расположены 24 станции. Общая протяжённость линий составляет 19,3 км, из которых 15,6 являются подземными. Поезда в Марсельском метрополитене на шинном ходу, как и в Лионском метрополитене и на некоторых линиях Парижского метрополитена. Система обслуживается компанией Régie des transports de Marseille (RTM). Ширина колеи — стандартная (1435 мм).

## Сеть
Две линии Марсельского метрополитена обозначаются только номерами. Линии имеют между собой два пересечения. Пересадочные станции — «Кастеллан» (фр. Castellane) и «Сан-Шарль» (фр. St. Charles). На последней также находится пересадка на железнодорожный вокзал. Три станции являются пересадочными на трамвайную линию (по состоянию на начало 2008 года единственную в городе).
Линия 1 идёт с северо-востока от станции «Ла-Роз» (фр. La Rose), образует петлю в центре города и идёт на восток до конечной «Ля-Фуражер» (фр. La Fourragère). Построена в основном в 1977-78 годах. Длина линии 10,4 км, время поездки по всей линии 19 минут.
Линия 2 проходит с севера, от станции «Бугенвиль» (фр. Bougainville), на юг, до станции «Сант-Маргарит — Дромель» (фр. Ste. Margarite — Dromel). Линия построена в 1984-87 годах. Длина линии 8,9 км, время поездки по всей линии 16 минут.

## Режим работы
Метро открыто каждый день с 5:00 до 1:00 следующего дня. Поезда ходят каждые 3 минуты в час пик, и каждые 10 минут вечером.

## Перспективы
Строится продолжение линии 1 на 4 станции в восточном направлении от станции «Ла-Тимон», на одной из станций будет пересадка на железнодорожную станцию. Проектируется продолжение линии 2 также на восток от станции «Сант-Маргарит — Дромель». Планируется и строительство новых трамвайных линий.